# Mode 7

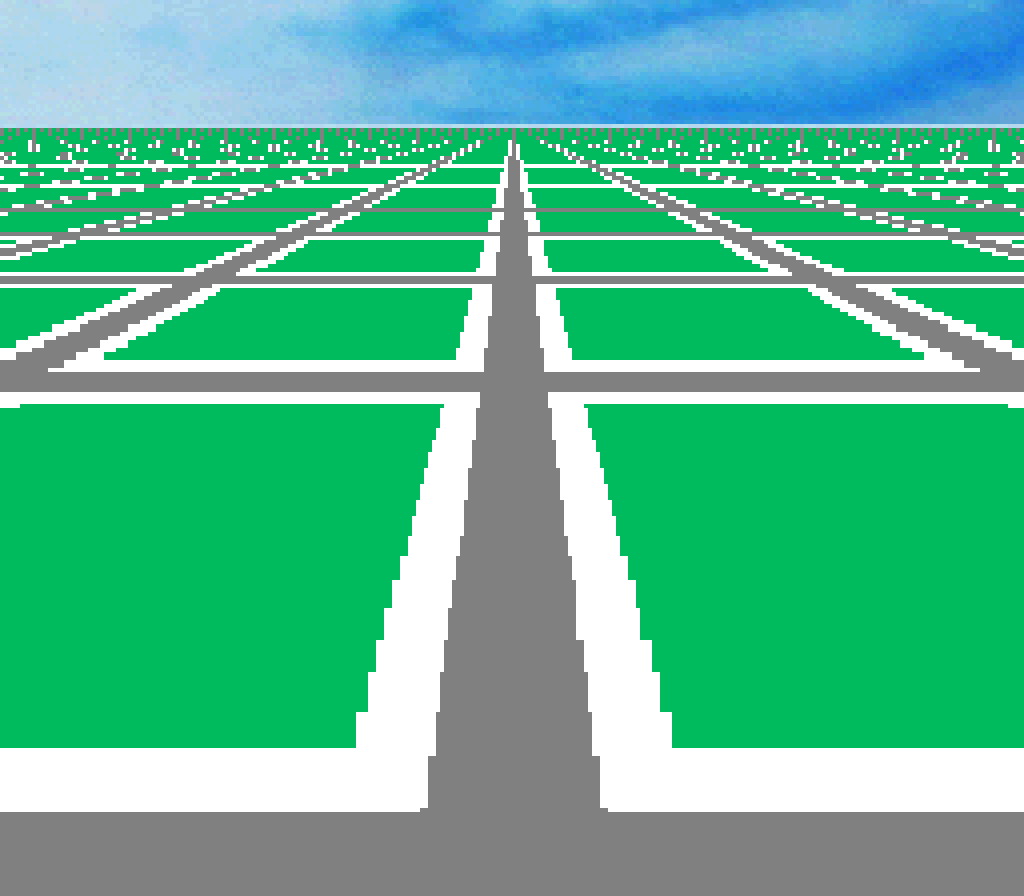
Demonstration von Mode 7 auf einem SNES – man beachte die Abtastartefakte am Horizont

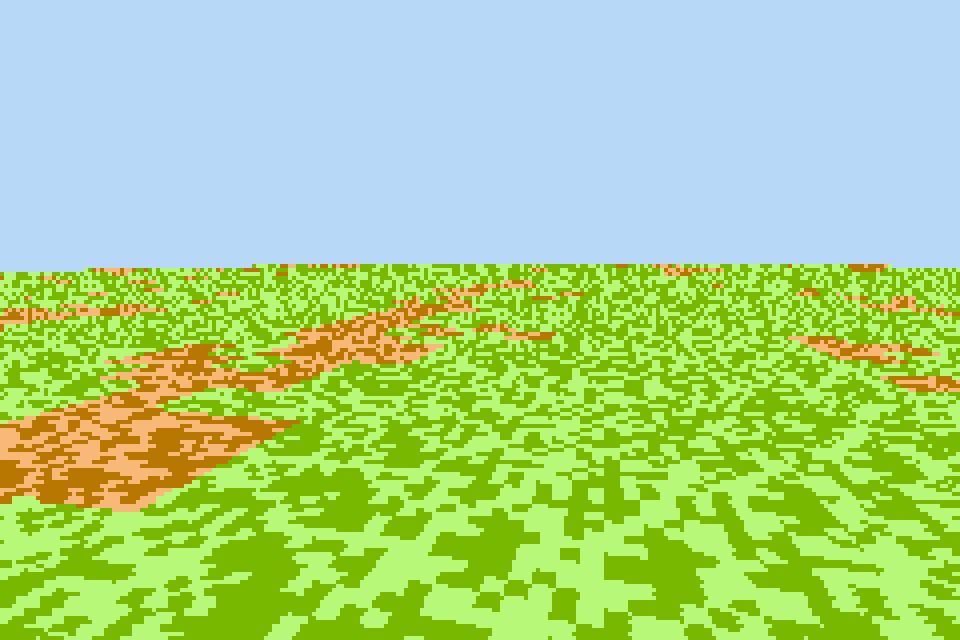
Screenshot einer Demonstration von Mode 7 auf einem Game Boy Advance

Mode 7 ist eine Funktion zur Grafikdarstellung, der vom japanischen Hersteller Nintendo für seine Spielkonsole SNES entwickelt wurde und später auch auf dem Game Boy Advance zur Verfügung stand. Es handelt sich um einen Texture-Mapping-Modus, mit dem aus einer zweidimensionalen Grafik eine dynamische dreidimensionale Ebene erzeugt werden kann. Mit dem Verkaufsstart des SNES erlangte Nintendo große Aufmerksamkeit für diese technisch fortschrittlich wirkende Grafikdarstellung.

## Beschreibung
Im Mode 7 ist es möglich, eine Hintergrundebene zu verzerren, rotieren und skalieren, hiermit lässt sich der Effekt räumlicher Tiefe erzeugen, der vor allem bei Rennspielen, Flugsequenzen oder auch begehbaren Karten verwendet wird. Im Gegensatz zu mehreren texturierten Polygonen – wie sie der Super-FX-Chip ermöglicht  – ist allerdings lediglich die Darstellung einer Ebene umsetzbar. Eine Änderung der Transformation während des horizontalen Strahlrücklaufs per "horizontal blanking Direct Memory Access" ermöglicht die o. g. perspektivische Verzerrung sowie weitere Effekte.

## Funktion
Die Super-NES-Konsole hat acht Grafikmodi, nummeriert von 0 bis 7, um Hintergrundebenen anzuzeigen. Der letzte Modus (BG Modus 7) enthält genau ein Hintergrundbitmap, das per linearer Abbildung skaliert und gedreht werden kann. Dieser Grafikmodus ist besonders geeignet für Rennspiele wie zum Beispiel F-Zero und für die Darstellung von Übersichtskarten in Rollenspielen, zum Beispiel im Klassiker Final Fantasy VI von Square Enix. Die Entwickler konnten mit diesem Effekt die Illusion einer weitläufigen Welt erzeugen, die über den Horizont hinaus läuft.
Das Skalieren und Drehen wird über lediglich acht Parameter definiert
- x und y definieren dabei den Drehpunkt.
- h(orizontal) und v(ertikal) definieren die obere linke Ecke im Bildspeicher.
- A verzerrt die X-Achse horizontal.
- B verzerrt die X-Achse vertikal.
- C verzerrt die Y-Achse horizontal.
- D verzerrt die Y-Achse vertikal.

Für eine Drehung müssen A,B,C und D gemeinsam genutzt werden.
Für ein scheinbares Kippen des Hintergrundes reicht es, den Ursprung in die Mitte des unteren Randes des Bildschirms zu legen und das Bild nach oben zunehmend zu stauchen. Da diese Funktion vertikale Parallelen am Horizont zusammen führt, ist sie mit nur einer linearen Abbildung für das ganze Bild unmöglich.

## Spiele mit Mode 7 (Auswahl)
- Chrono Trigger
- F-Zero
- Final Fantasy VI
- Illusion of Time
- Pilotwings
- Secret of Evermore
- Secret of Mana
- Super Mario Kart
- Super Mario World
- Super Mario World 2: Yoshi’s Island
- Super Turrican 2
- Terranigma
- Contra 3
- The Legend of Zelda: A Link to the Past (Kartenübersicht)
- Sonic Battles
- ActRaiser
- Demons Crest
- Super Castlevania IV
- The Legend of Mystical Ninja[2]